# Ngairea canaliculata
Ngairea canaliculata är en snäckart som beskrevs av Stanisic 1990. Ngairea canaliculata ingår i släktet Ngairea och familjen Charopidae. Inga underarter finns listade i Catalogue of Life.